# Tāzehābād-e Serīās
Tāzehābād-e Serīās (persiska: تازه آباد سرياس) är en ort i Iran.   Den ligger i provinsen Kermanshah, i den nordvästra delen av landet, 500 km väster om huvudstaden Teheran. Tāzehābād-e Serīās ligger 1 777 meter över havet och antalet invånare är 767.
Terrängen runt Tāzehābād-e Serīās är kuperad västerut, men österut är den bergig. Runt Tāzehābād-e Serīās är det ganska glesbefolkat, med 34 invånare per kvadratkilometer. Närmaste större samhälle är Pāveh, 10,5 km nordväst om Tāzehābād-e Serīās. Trakten runt Tāzehābād-e Serīās består i huvudsak av gräsmarker.